# 奥索谷

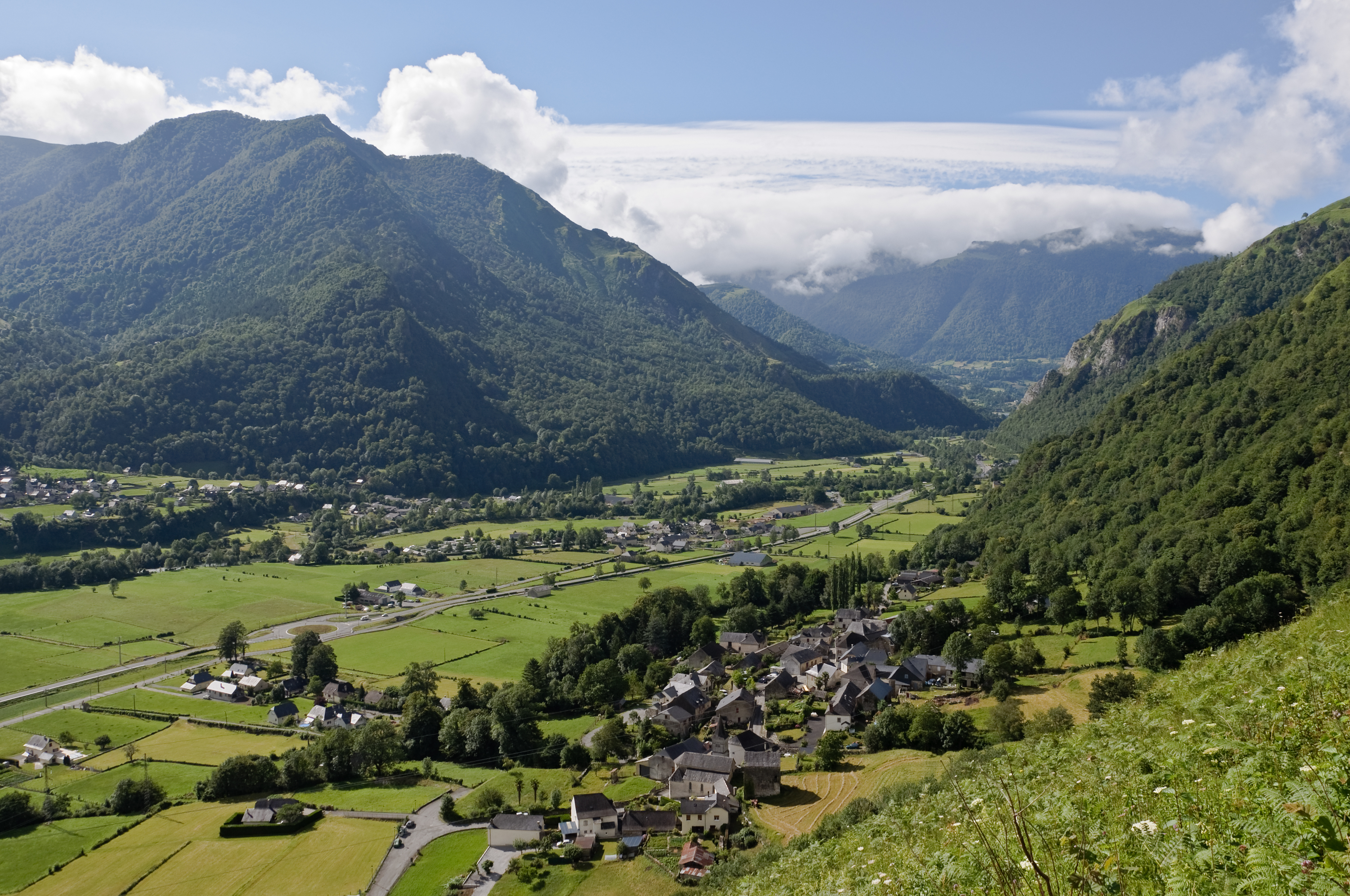
从热尔-贝莱斯唐村望向奥索谷

奥索谷（法語：Vallée d'Ossau，法語發音：[vale dɔso]）是法国比利牛斯山脉的一个山谷，位于大西洋比利牛斯省。

## 行政
奥索谷涵盖18个市镇：阿吕迪、阿斯特-贝翁、贝奥斯特、贝斯卡特、比耶勒、比耶尔、比济、卡斯泰特、欧博讷、热尔-贝莱斯唐、伊泽斯特、拉兰斯、卢维瑞宗、卢维苏比龙、利斯、雷贝纳克、圣科洛姆和塞维尼亚克-梅拉克。